# متیو دیویس
متیو "مت" دیویس (به انگلیسی: Matthew "Matt" Davis) بازیگر آمریکایی است که بیشتر بخاطر ایفای نقش الاریک "ریک" سالتزمن در سریال خاطرات خون‌آشام شهرت دارد.
وی در سریال جدید شبکه ی CW با نام میراث که ترکیبی از سریال های خاطرات خون آشام و اصیل ها است نقش دارد.

## فیلم‌شناسی
فهرست فیلم‌هایی که متیو دیویس در آنها به ایفای نقش پرداخته است:
- خاطرات خون‌آشام
- میراث ها
- لگالی بلاند
- به سوی خورشید
- خون رینی
- ارتفاعات
- انتظار برای همیشه
- سرزمین ببر